# 加藤玲奈 (ニュースキャスター)
加藤 玲奈（かとう れな、1970年12月4日 - ）は、日本のジャーナリスト。日本テレビの報道キャスター。現在、外報部兼キャスター室所属。

## 人物
東京都出身。慶應義塾大学法学部法律学科卒業後の1993年に日本テレビ入社。同期にはアナウンサーの角田久美子、山王丸和恵がいる。
外報部内勤記者を経てニュース番組のディレクターなどを経験。社会部異動後は警察担当記者として警視庁記者クラブ詰めとなり、生活犯罪事件の取材などを担当した。
『NNNニュースプラス1』ディレクター時代には臓器移植問題などの企画モノを手掛けている。その後、『ズームイン!!サタデー』のニュースコーナーである『NNNニュースサタデー』にニュースキャスターとして登板後、報道キャスターとしての活動がメインとなる。
2009年4月24日放送の『ズームイン!!SUPER』内包の『NNNニュースSUPER』、『スッキリ!!』のニュースコーナーを最後にニュースキャスターとして番組を降板後、日本テレビ報道記者として取材活動を続けている。

## 過去の担当番組

### 日本テレビ
- NNNニュースサタデー
- NNNアメリカ大統領選挙（2008.11.5）
- NNNニュースSUPER（2007.10.1 - 2009年4.24、隔週）
- スッキリ!!ニュースコーナー（2007.10.1 - 2009.4.24、隔週）

### NNN24
- 『デイリープラネット金曜発言中』

## 脚註
1. ↑  日テレキャスターが選ぶ今日のニュース：加藤玲奈 NTV Casters Blog